# آنتال نادی (بازیکن فوتبال، زاده ۱۹۴۴)
آنتال نادی (مجاری: Antal Nagy؛ زادهٔ ۱۶ مهٔ ۱۹۴۴) بازیکن فوتبال اهل مجارستان است.
از باشگاه‌هایی که در آن بازی کرده‌است می‌توان به باشگاه فوتبال المپیک مارسی، باشگاه فوتبال کان، باشگاه فوتبال استاندارد لیژ، باشگاه فوتبال بوداپست هونود، باشگاه فوتبال رویال آنتورپ، باشگاه فوتبال لیتشوئس، باشگاه فوتبال هرکولس، و باشگاه فوتبال توئنته اشاره کرد.
وی همچنین در تیم ملی فوتبال مجارستان بازی کرده‌است.